# .vg
.vg (Ilhas Virgens Britânicas) é o código TLD (ccTLD) na Internet para as Ilhas Virgens Britânicas.